# أندرو مكنمارا
أندرو مكنمارا (بالإنجليزية: Andrew McNamara)‏ هو سياسي أسترالي، ولد في 19 أغسطس 1959 ببريزبان في أستراليا. حزبياً، نشط في حزب العمال الأسترالي. وقد انتخب عضو المجلس التشريعي ولاية كوينزلاند.